# Ryszard Piec

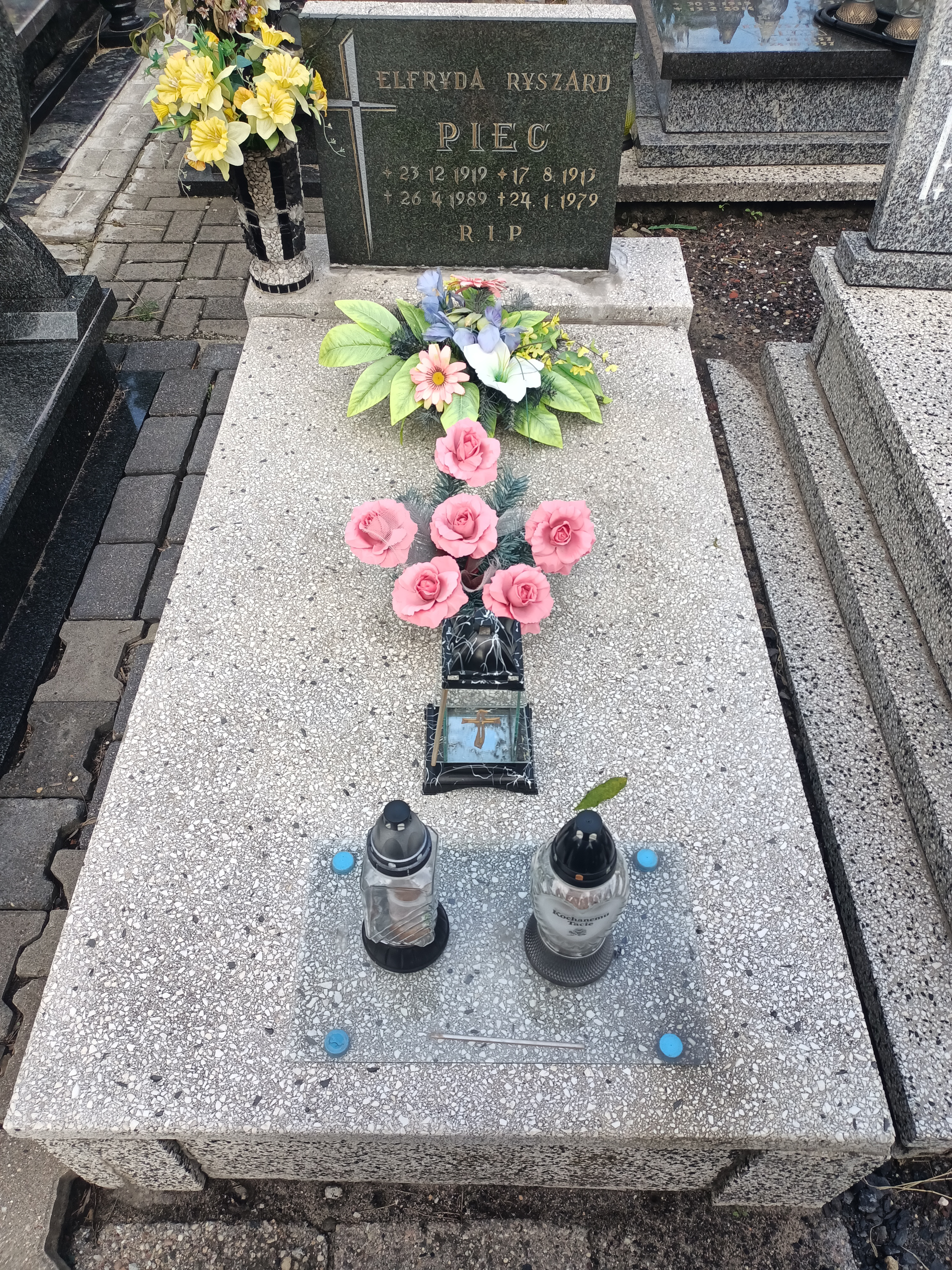
Sírja a Świętochłowiceban a lipinyi temetőben

Ryszard Leon Piec (Świętochłowice, 1913. augusztus 17. – Świętochłowice, 1979. január 24.), lengyel válogatott labdarúgó. Testvére: Wilhelm Piec szintén válogatott labdarúgó volt.
A lengyel válogatott tagjaként részt vett az 1936. évi nyári olimpiai játékokon és az 1938-as világbajnokságon.

## Pályafutása

### Klubcsapatokban
A felső-sziléziai Świętochłowice egyik városrészében, Lipinyben élte le az életét. A Naprzód Lipiny csapatában játszott, amelynek akkoriban nem sikerült feljutnia az  Ekstraklasába, de jelentős szerepet játszott a két világháború közötti lengyel labdarúgásban.
A második világháború alatt a német TuS Lipiny csapatában játszott (1939–1945), majd a háború után újra a  Naprzodban (1945–1951). 1951-től futballedzőként dolgozott.

### A válogatottban
1935. augusztus 18-án debütált Katowicében a lengyel válogatottnban a Jugoszlávia elleni 2–3-as barátságos mérkőzésen. Részt vett 1936-os berlini olimpián és az 1938-as világbajnokságon, ahol a nyolcaddöntőben Brazília ellen játszhatott. 1935 és 1939 között összesen 21 alkalommal lépett pályára a válogatottban, és 3 gólt szerzett.

## Emlékezete
- A Naprzod Lipiny stadion Ryszard Piecről kapta a nevét.

## Fordítás
- Ez a szócikk részben vagy egészben  a   Ryszard Piec című angol Wikipédia-szócikk ezen változatának fordításán alapul.  Az eredeti cikk szerkesztőit annak laptörténete sorolja fel. Ez a jelzés csupán a megfogalmazás eredetét és a szerzői jogokat jelzi, nem szolgál a cikkben szereplő információk forrásmegjelöléseként.